# Violagonum
Violagonum is een geslacht van kevers uit de familie van de loopkevers (Carabidae). De wetenschappelijke naam van het geslacht is voor het eerst geldig gepubliceerd in 1956 door Darlington.

## Soorten
Het geslacht Violagonum omvat de volgende soorten:
- Violagonum dentiferum Darlington, 1970
- Violagonum piceum (Andrewes, 1927)
- Violagonum violaceum (Chaudoir, 1859)